# تقويم السنة الكنسية
تقويم السنة الكنسية هو التقويم الليتورجي الموجود في كتاب الصلاة المشتركة لعام 1979، وفي كتاب الأعياد والأصوام الصغرى، مع الإضافات التي تمت في المعاهدات العامة الأخيرة.
إن تبجيل القديسين في الكنيسة الأسقفية (الولايات المتحدة) هو استمرار لتقليد قديم من الكنيسة الأولى يكرم الأشخاص المهمين والمؤثرين في الإيمان المسيحي. استخدام مصطلح القديس يشبه التقاليد الرومانية الكاثوليكية والأرثوذكسية. يؤمن الأساقفة بشركة القديسين في الصلاة، وعلى هذا النحو فإن التقويم الليتورجي الأسقفي يستوعب أعياد القديسين.

## دلالة
تقويم السنة الكنسية، كما هو موجود في الطبعات المعتمدة من كتاب الصلاة المشتركة والأعياد والأصوام الصغرى، هو التقويم الرسمي للكنيسة الأسقفية.
لا يوجد تقويم واحد للكنائس المختلفة التي تشكل جزءًا من الطائفة الأنجليكانية؛ كل واحد منهم يصنع تقويمه الخاص المناسب لوضعه المحلي. ستركز التقاويم في مختلف مقاطعات الطائفة الأنجليكانية على الشخصيات الأكثر أهمية بالنسبة لمقاطعاتهم. ونتيجة لذلك، يحتوي تقويم السنة الكنسية على عدد من الشخصيات المهمة في تاريخ الكنيسة في الولايات المتحدة، بالإضافة إلى شخصيات ذات أهمية إقليمية أو عالمية.
غالبًا ما تستعير المقاطعات المختلفة أرقامًا مهمة من تقاويم بعضها البعض، حيث تصبح الأهمية الدولية لهذه الأرقام أكثر وضوحًا في مقاطعاتها. بهذه الطريقة يكون لتقويم الكنيسة الأسقفية في الولايات المتحدة أهمية تتجاوز مجرد الغرض المباشر المتمثل في دعم طقوس الكنيسة الأمريكية.بسبب علاقتها بالكنيسة الأسقفية في الولايات المتحدة، تتبع الكنيسة الأسقفية في الفلبين تقويم سنة الكنيسة عن كثب.
يعد تقويم السنة الكنسية أحد المصادر الرئيسية لتقويم المكتب اليومي الدولي أوريموس.